# Institut français de Varsovie
 (août 2025).
L'Institut français de Varsovie (Instytut Francuski w Warszawie) est un établissement culturel français créé en 1924 par l'Université de Paris à l'initiative de l'Association France-Pologne de Paris, fermé durant la seconde guerre mondiale, rouvert en 1946 et de nouveau suspendu au moment de la guerre froide à partir de 1950, quand ses collaborateurs français sont expulsés du pays.
Rouvert au public sous l'appellation de salle de lecture française de Varsovie (Czytelnia francuska w Warszawie) en 1967, à la suite de la visite d'État du général de Gaulle, président de la République française, il reprend son nom initial en 1979.
Situé dans le palais Staszic en 1925, puis au 32 Aleje Jerozolimskie après la guerre, 14 Aleja Wyzwolenie à la reprise de ses activités en 1967-1968 Ulica Świętokrzyska dans les années 70 et 80, l’Institut français occupe auprès du Centre français de formation et d'information des cadres (CEFFIC) créé avec les changements politiques et sociaux et avec lequel il fusionne bientôt, de 1994 à septembre 2009, le superbe bâtiment Sécession de l’ancienne Banque Landau (qui avait abrité ensuite l'Institut Pouchkine de Varsovie), 38 rue Senatorska. 
Depuis le 28 septembre 2009, l'Institut est situé en plein centre-ville, 12 ulica Widok, à 1 minute de Rotonde PKO et de la station Centrum.
Il a jusqu'en 2012 le statut d'établissement du ministère français des Affaires étrangères, dirigé par le conseiller de coopération et d'action culturelle de l'ambassade de France en Pologne.
À compter de 2012, l'Institut français de Varsovie devient l'Institut français de Pologne en fusionnant avec l'essentiel du service de coopération et d'action culturelle de l'ambassade de France, l'Institut français de Cracovie devenant une simple antenne sans autonomie financière.

## Mission
Il a pour objectif de contribuer au rayonnement de la langue et de la culture françaises en Pologne et le développement des échanges culturels entre les deux pays ainsi que la promotion de l'image d'une scène artistique et culturelle française à la fois moderne, prestigieuse et ouverte sur le monde.
L'institut français accompagne les festivals et évènements culturels polonais en invitant des acteurs de la création française contemporaine (théâtre, danse, arts visuels, photographie, musique classique et actuelle, jazz, cinéma, littérature…), en organisant des expositions et ateliers artistiques dans ses locaux ou dans les musées de la ville (art contemporain, design, mode…) et en soutenant le développement d'échanges d'expertise en particulier dans le domaine des musées et du patrimoine. Il participe activement au débat d'idées.
Grâce à sa médiathèque, il facilite l'accès du public polonais (francophone, apprenant le français ou s'intéressant à la France) aux livres, aux périodiques et aux productions audiovisuelles françaises. Ce centre de ressources et de documentation multimédia offre un fonds documentaire de 25 000 livres, 80 titres de presse, 2 800 CD et 1900 DVD. Le catalogue offre des titres pour adultes et enfants, et la médiathèque propose des animations autour du livre, des conférences, des rencontres, des signatures d’auteurs, et chaque mois, une heure du conte bilingue pour les plus petits. Un Centre d’information sur la France contemporaine a été créé pour répondre aux demandes du public sur les opportunités de voyage, séjour, stage en France. Des ordinateurs avec accès à Internet sont en libre accès.
Les instituts français de Cracovie et de Varsovie collaborent avec le réseau de l'Alliance française en Pologne.

Quelques logos utilisés par l'Institut français de Varsovie
Le logo créé en 1995
Le logo créé en 2009
Le logo après la fusion de 2012 (existe aussi avec VARSOVIE au lieu de POLOGNE)

## Enseignement du français
L’Institut français de Varsovie propose au public des cours de langue française pour adultes et enfants à tous les niveaux, de l'initiation aux niveaux avancés. Il offre également des cours spécifiques tels que français juridique, français des affaires, et enfin des cours de polonais pour francophones. Il contribue à la formation des fonctionnaires polonais à la langue française dans la perspective de la présidence polonaise de l'Union européenne (juillet - décembre 2011).
Il permet de préparer et de passer les tests et examens officiels français de français langue étrangère : TCF, DELF, DALF, ainsi que les diplômes de français professionnel (DFP) de la Chambre de commerce et d'industrie de Paris (CCIP).

## Les directeurs de l'Institut français de Varsovie
de 1924 à 1939
- Henri Mazeaud

de 1945 à nos jours
- Pierre Francastel
- Pierre Moisy (d), attaché culturel, directeur titulaire de l'Institut français (1947 - 1949)
- ...poste non pourvu
- Jean Bourilly, attaché culturel, directeur titulaire de l'Institut français (1957 - 1959)
- Michel Foucault (directeur du centre de civilisation française auprès de l'université de Varsovie de 1958 à 1959)
- Henri Ehret conseiller culturel, directeur titulaire de l'Institut français (1959 - 1962)
- Pierre Arnaud (directeur du centre de civilisation française auprès de l'université de Varsovie)
- Daniel Simonin (directeur du centre de civilisation française auprès de l'université de Varsovie)
- Jean Soler
- Jean-Paul Couchoud
- Georges Heiser (1977-1981)
- Jean Collomb (1981-1985)
- Pierre Conte (1985-1990)
- Claude Lesbats (1990-1996)
- Patrick Penot (1996-2001)
- Christian Dumon
- Marc Nouschi (2001-2005)
- Stéphane Crouzat (2005-2008)
- Gilles Carasso (2008-2011)
- Fabienne Drout-Lozinski (2011-2014)[6]
- Voir ensuite : Institut français de Pologne